# Utz Jeggle
Utz Jeggle (* 22. Juni 1941 in Nagold; † 18. September 2009 in Tübingen) war ein deutscher Volkskundler.

## Leben und Wirken
Utz Jeggle studierte zunächst Geschichte, Germanistik und Volkskunde (bei Hermann Bausinger) an den Universitäten Bonn, Wien und Tübingen. 1969 promovierte er am Ludwig-Uhland-Institut der Tübinger Universität mit der Dissertation Judendörfer in Württemberg. Seine Habilitationsschrift Kiebingen – eine Heimatgeschichte von 1977 entstand nach sieben Jahren Feldforschungsarbeit. 1981 wurde er Extraordinarius für Empirische Kulturwissenschaft am Ludwig-Uhland-Institut. Im Jahr 2000 musste er aufgrund einer Parkinson-Erkrankung in den vorzeitigen Ruhestand treten.
Das Hauptaugenmerk seiner Forschungen lag auf der Regionalgeschichte der Juden, der Ethnografie des Dorflebens, der Heimatkunde des Nationalsozialismus, der Erinnerungskultur sowie auf dem Unbewussten im Volksleben und in der Wissenschaftskultur.
Utz Jeggle unterstützte die Herausgabe der Fachzeitschrift BIOS.

## Publikationen
- Judendörfer in Württemberg. Tübingen 1969 (Volksleben; 23) (2. Auflage 1999):
- Kiebingen, eine Heimatgeschichte. Zum Prozeß der Zivilisation in einem schwäbischen Dorf. Tübingen 1977 (Untersuchungen des Ludwig-Uhland-Instituts der Universität Tübingen; 44).
- mit Albert Ilien: Leben auf dem Dorf: zur Sozialgeschichte des Dorfes und zur Sozialpsychologie seiner Bewohner, Westdeutscher Verlag, Opladen 1978, ISBN 3-531-11418-2
- Der Kopf des Körpers. Eine volkskundliche Anatomie. Weinheim u. a. 1986 (Aspekte des Menschen).
- Die Angst vor dem Sterben: Der Tod in der Traditionalen Welt. Besuch eines Imaginären Museums, in: Johanna Geyer-Kordesch, Peter Kröner und Horst Seithe (Hrsg.): Leiden, Sterben und Tod, Ringvorlesung im Auftrag des Instituts für Theorie und Geschichte der Medizin und des AStA der Universität Münster, Schriftenreihe der Westfälischen Wilhelms-Universität Münster (Heft 7), mit einem Vorwort von Richard Toellner, Münster 1986, S. 12–31.
- Leiter der Projektgruppe Ludwig-Uhland-Institut für Empirische Kulturwissenschaft der Universität Tübingen: Nationalsozialismus im Landkreis Tübingen. Eine Heimatkunde. 2. Aufl. Tübingen 1989.
- Erinnerungen an die Dorfjuden heute: Jüdisches Leben auf dem Lande. Studien zur deutsch-jüdischen Geschichte. Richarz/Rürup. Tübingen 1997.
- Das Fremde im Eigenen. Beiträge zur Anthropologie des Alltags, Tübinger Vereinigung für Volkskunde, Tübingen 2014 (Untersuchungen, Band 115), ISBN 978-3-932512-77-3.

## Ehrung
- Moritz Fischer (Red.): Rromänien. Zugänge zu den Roma in Siebenbürgen. In Gedenken an Utz Jeggle, Festschrift Utz Jeggle, Tübinger Vereinigung für Volkskunde, Tübingen 2010 (Tübinger Korrespondenzblatt, 60).